# سد شوانگگیانگکو
سد شوانگگیانگکو (به لاتین: Shuangjiangkou Dam) یک سد خاکی و نیروگاه برقابی در چین است که در Border of Ma'erkang County and Jinchuan County within Ngawa Tibetan and Qiang Autonomous Prefecture, Sichuan Province واقع شده‌است.